# زوفیا مروزوفسکا
زوفیا مروزوفسکا (لهستانی: Zofia Mrozowska؛ ۲۴ اوت ۱۹۲۲ – ۱۹ اوت ۱۹۸۳) بازیگر اهل لهستان بود.
از فیلم‌ها یا مجموعه‌های تلویزیونی که وی در آن‌ها نقش داشته است، می‌توان به سرنوشت‌های لهستانی، قرارداد، ترازنامه سه‌ماهه، مرحله پایانی، ترانه‌های ممنوعه و خرس اشاره نمود.